# Solpugema erythronota
Solpugema erythronota är en spindeldjursart som först beskrevs av Kraepelin 1900.  Solpugema erythronota ingår i släktet Solpugema och familjen Solpugidae. Inga underarter finns listade i Catalogue of Life.